# Copadichromis jacksoni
Copadichromis jacksoni è una specie di pesci della famiglia dei Ciclidi, endemica del Lago Malawi. La si può trovare in Malawi, Mozambico, e Tanzania.